# Wetsus
Wetsus - European Centre of Excellence for Sustainable Water Technology is een onderzoekscentrum op het gebied van watertechnologie gevestigd in Leeuwarden te Achter de Hoven. Het instituut is een centrum voor onderzoek waar  honderd bedrijven en twintig kennisinstellingen en universiteiten in Europa samen oplossingen vinden voor wereldwijde waterproblematiek.
Wetsus werd in 2003 opgericht uit het Samenwerkingsverband Noord-Nederland en de Friese Wateralliantie in samenwerking met de Universiteit Twente, de Rijksuniversiteit Groningen en Wageningen University & Research om de provincie sterk te laten vertegenwoordigen in de watersector. Vanaf 2007 is het instituut aangemerkt als "technologisch topinstituut".
Als onderdeel van WaterCampus Leeuwarden werkt Wetsus samen met andere instellingen zoals Water Alliance voor de vermarkting van watertechnologie, het Centrum voor innovatief vakmanschap water (CIV) voor samenwerking in het MBO en het Centre of Expertise Water Technology (CEW) voor de samenwerking in het HBO. Daarnaast huisvest Wetsus de Masteropleiding Watertechnologie, een joint-degree van Universiteit Twente, Rijksuniversiteit Groningen en Wageningen University & Research.

## Innovatie en onderzoek
Wetsus onderzocht onder andere omgekeerde elektrodialyse in de vorm van blauwe energie. Het bedrijf REDstack dat op de Afsluitdijk blauwe energie wint is een spinoff van Wetsus. Ook is een van de grondlegger van decentrale sanitatie en afvalwaterhegruik in Nederland middels het bedrijf DeSaH. Op dit moment lopen er onder andere onderzoeken om water PFAS vrij te maken, en naar het filtreren van micro- en nanoplastics uit water.

## Websites
- Officiële website
- WaterCampus Leeuwarden